# Tekle Giyorgis I
Tekle Giyorgis I, död 1817, var kejsare av Etiopien mellan 1779 och 1784, 1788–1789, 1794–1795, 1795–1796, 1798–1799 och 1800.